# Grandfontaine-sur-Creuse
Grandfontaine-sur-Creuse település Franciaországban, Doubs megyében. Lakosainak száma 73 fő (2022. január 1.). Grandfontaine-sur-Creuse Eysson, Vercel-Villedieu-le-Camp, Longechaux és Flangebouche községekkel határos.

## Népesség
A település népességének változása:
| Lakosok száma | 112  | 84   | 70   | 85   | 74   | 72   | 72   | 73   | 74   | 73   |
|               | 1968 | 1982 | 1990 | 2006 | 2013 | 2015 | 2017 | 2019 | 2020 | 2022 |